# Moëze
 Moëze  es una población y comuna francesa, situada en la región de Poitou-Charentes, departamento de Charente Marítimo, en el distrito de Rochefort y cantón de Saint-Agnant.

## Demografía
| 309 | 280 | 310 | 383 | 467 | 463 |
| Para los censos de 1962 a 1999 la población legal corresponde a la población sin duplicidades (Fuente: INSEE [Consultar]) |     |     |     |     |     |

## Hidrografía
Moëze está atravesada por el canal de Brouage desde Sainte-Gemme en el golfo de Vizcaya
El Canal de jazenne se sitúa enteramente en la comuna y se une al  Canal de Brouage. 
El Canal de l'arceau empieza en la comuna hasta el golfo de Vizcaya en Port-des-Barques.